# Chè hoa vàng Cúc Phương
Chè hoa vàng Cúc Phương (danh pháp hai phần: Camellia cucphuongensis ) là một loài thực vật thuộc chi Chè. Loài này phân bố ở Vườn quốc gia Cúc Phương, Việt Nam. Loài này được phát hiện, đặt tên khoa học và công bố năm 1998.